# Groß Santersleben
Groß Santersleben is een plaats en voormalige gemeente in de Duitse deelstaat Saksen-Anhalt, en maakt deel uit van de Landkreis Börde.
Groß Santersleben telt 1.046 inwoners.